# 10月13日 (旧暦)
旧暦10月13日は旧暦10月の13日目である。六曜は仏滅である。

## できごと
- 景行天皇27年（ユリウス暦97年11月5日） - 景行天皇が小碓皇子（後の日本武尊）に熊襲討伐を命じる
- 元和9年（1623年12月4日） - 江戸の大殉教（英語版）
- 文化元年（グレゴリオ暦1804年11月14日） - 華岡青洲が日本初の麻酔を使った手術に成功[1][2]
- 明治元年（グレゴリオ暦1868年11月26日） - 明治天皇が江戸城に入る。名称を「東京城」と改めて皇居とする

## 誕生日
- 和銅2年（ユリウス暦709年11月18日） - 光仁天皇、49代天皇（+ 781年）

## 忌日
- 弘安5年（ユリウス暦1282年11月14日） - 日蓮（立正大師）、日蓮宗開祖（* 1222年）[3]
- 宝永4年（グレゴリオ暦1707年11月6日） - 服部嵐雪、俳人・蕉門十哲の一人（* 1654年）